# Mikola Ivasiuk
Mikola Ivánovich Ivasiuk (en ucraniano: Микола Іванович Івасюк; Zastavna, 28 de abril de 1865 - Kiev, 25 de noviembre de 1937) fue un pintor ucraniano reconocido como uno de los grandes pintores del nacionalismo cosaco en Ucrania.

## Biografía
Hijo de un artesano del óblast de Chernivtsí, en 1884 se graduó de la escuela secundaria ortodoxa de Chernivtsí y estudió entre 1885 y 1888 en la Academia de Bellas Artes de Viena y entre 1890 a 1896 en la Academia de Bellas Artes de Múnich.
Desde 1897, vivió y trabajó en Chernivtsí, y un año después fundó junto con junto con el pedagogo Yustin Piguliak una escuela de arte para niños superdotados de familias pobres, en el ámbito territorial de la Bucovina. En 1915, fue arrestado por tropas rusas como supuesto espía alemán (su esposa era alemana) y encarcelado en Rostov del Don.
Tras su liberación en 1917, se trasladó a Kiev en 1917, luego a Leópolis (en 1919), aunque más tarde regresó a Chernivtsí. En 1919, la Directorio de Ucrania le encargó el diseño de sellos postales para la República Popular de Ucrania, realizando catorce diseños en total y se imprimiéndose en 1921 (cuando los soviéticos tomaron el control de Ucrania, lo sellos no pudieron usarse).
En 1926, se trasladó con su familia a Kiev, tras aceptar una invitación del Comisariado del Pueblo de Educación, e ingresar como profesor en el Instituto de Arte de Kiev. A partir de 1927, trabajó asimismo en la Oficina de Prensa del Departamento de Cine y Fotografía de su país, donde desarrolló una extensa labor como ilustrador y cartelista para la revista oficial de cine.
El 18 de septiembre de 1937, Ivasiuk fue arrestado en su casa por la NKVD acusado de pertenecer a una organización terrorista nacionalista ucraniana. Encarcelado en la prisión de Lukiánivska, el 14 de noviembre de 1937 fue asesinado y enterrado en las fosas comunes de Bikivniá.
Mikola Ivasiuk fue rehabilitado por el gobierno soviético en 1980.

## Obras

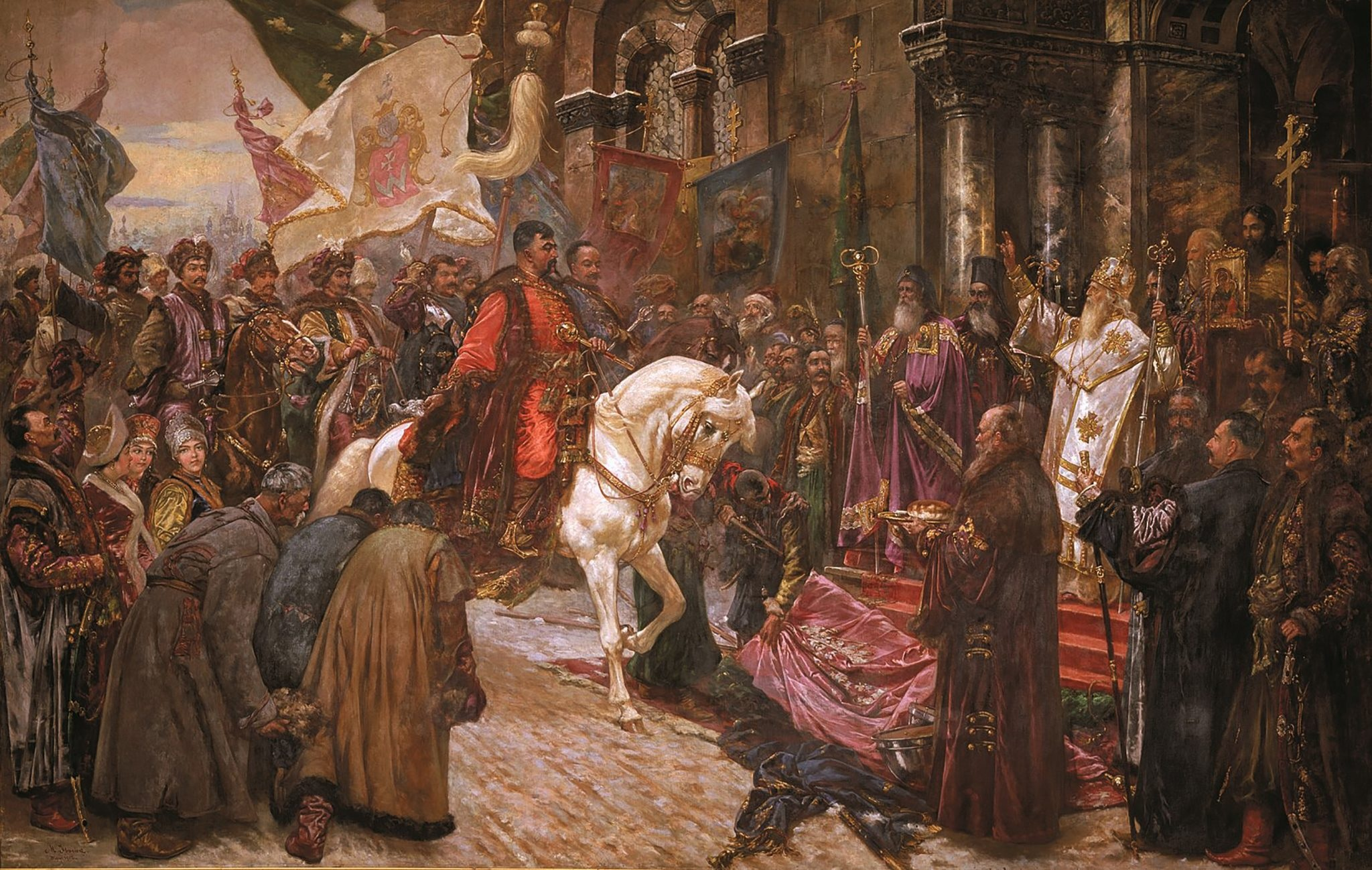
La entrada de Bogdán Jmelnitski en Kiev.

Mikola Ivasiuk pintó más de 500 pinturas a lo largo de su vida, cuyo destino aún se desconoce en gran medida. 
Aparte de la pintura histórica, el artista también es conocido por el diseño de sellos. Entre sus cuadros más conocidos, pueden citarse Jmelnitski en Zbóriv (1893), La batalla de Jotín (1903), y La entrada de Jmelnitski en Kiev, pintado en 1912 y conservado en el Museo Nacional de Arte de Ucrania. Del más de medio millar de obras que produjo a lo largo de su vida, una buena parte se encuentra en colecciones privadas y museos de Polonia, Alemania, Austria, Rumania y Canadá. El destino de la mayoría de las obras del artista sigue siendo desconocido.